# Angelo De Martini
Angelo De Martini (Villafranca di Verona, 24 gennaio 1897 – Verona, 17 agosto 1979) è stato un pistard e ciclista su strada italiano.
Professionista nel 1928 e 1932, fu medaglia d'oro olimpica nel 1924 nell'inseguimento a squadre.

## Palmarès

### Pista
- 1924 (Dilettante, due vittorie)

Giochi olimpici, Inseguimento a squadre (con Alfredo Dinale, Aurelio Menegazzi e Francesco Zucchetti)
Campionati italiani, Velocità

## Piazzamenti

### Competizioni mondiali
- Giochi olimpici

Parigi 1924 - Inseguimento a squadre: vincitore